# Oskarshausen
Der Freizeitpark Oskarshausen befindet sich im Freitaler Stadtteil Burgk bei Dresden, unterhalb des Windbergs.

## Geschichte

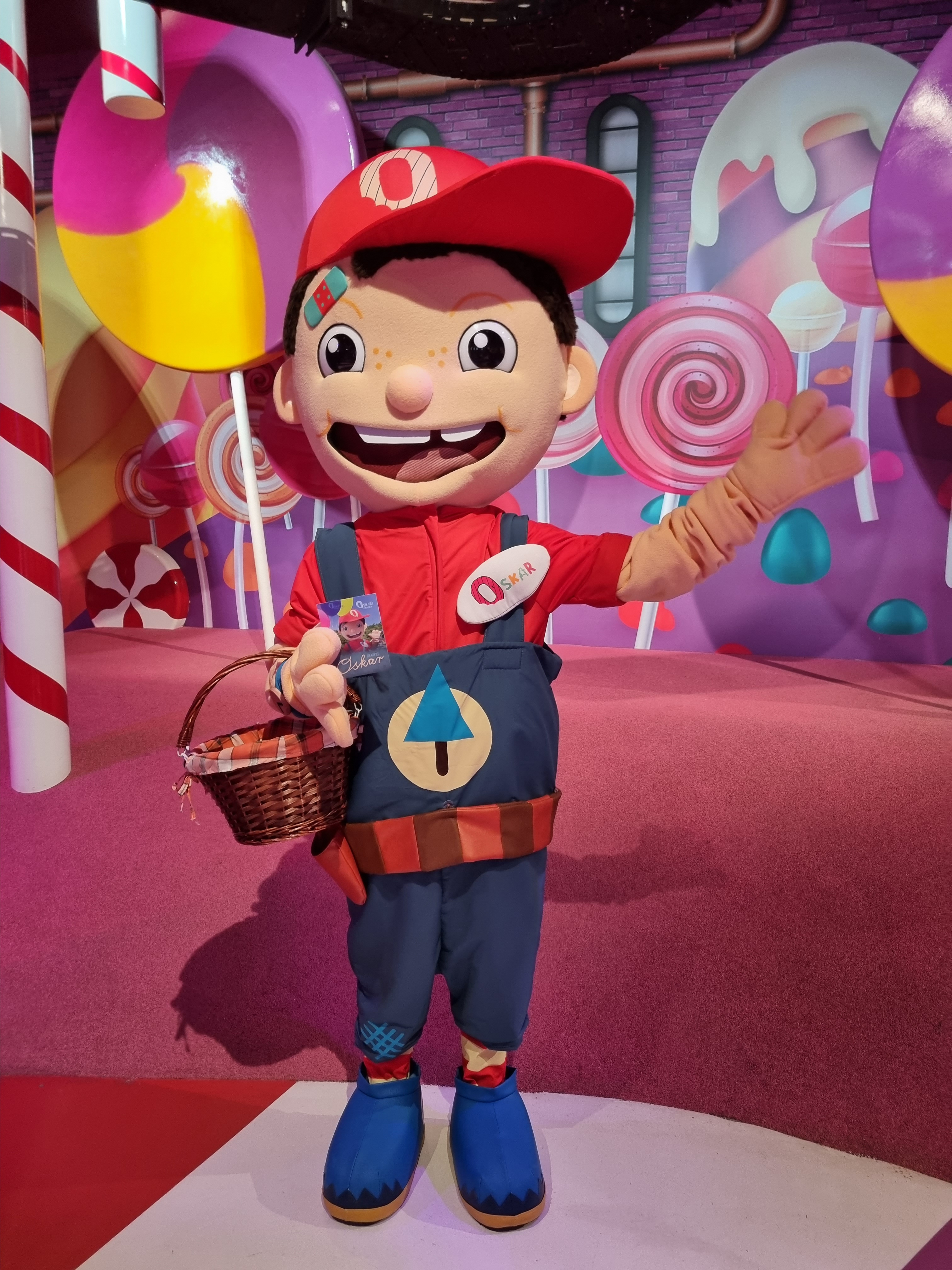
Maskottchen Oskar

Der Namensgeber Oskar Morgenstern war ein Vorfahr des Freizeitpark-Initiators und Investors Christian Wehlan. Morgenstern stammte aus Oelsa bei Rabenau und übernahm die 1883 von seinem Vater gegründete Stuhlfabrik in Neuhausen/Erzgebirge, wo er sich auch mit anderen Handwerken beschäftigte. Das Maskottchen „Oskar“ nimmt Bezug auf Morgenstern.
Oskarshausen entstand auf dem Areal eines in den 1990er Jahren errichteten ehemaligen Real-Marktes, der seit Februar 2010 leer stand. Nach einer achtmonatigen Bauzeit wurde der Freizeitpark am 31. Oktober 2018 für einen dreimonatigen Testbetrieb eröffnet. Am 12. Januar 2019 folgte die offizielle Eröffnung.
Im Freizeitpark entstand im Sommer 2019 Oskars „Illusionswelt“ – eine Illusionsausstellung unter Förderung des Deutschen Verbands für Archäologie und dem damit verbundenen Konjunkturprogramm „Neustart Kultur“. Es sind Fotomotive mit optischen Täuschungen, 3D-Illusionen und scheinbar schwebenden Räumen dargestellt. Im Oktober 2022 wurde die „Illusionswelt“-Ausstellung erneuert und auf 1000 m² erweitert. Alle Motive wurden ausgetauscht und durch neue optische Täuschungen und 3D-Inszenierungen ersetzt. Am Ende der Ausstellung wird ein 4D-Film zur Zeitreise durch Kunstepochen und galaktische Welten gezeigt.
Seit 2021 entstanden als Oskars „Fabriken“ neue Themenbereiche im Freizeitpark, so etwa „Fruchtfabrik“, „Farbfabrik“ und „Spielzeug- und Naschfabrik“. Letztere bildet den Kern des Freizeitparks. Auf rund 700 m² erstreckt sich ein Schlaraffenland.
Im Außenbereich entstand die „Glücksfabrik“, unter anderem mit einer 30 m langen Wellenrutsche und einem Ausblick über den Park, sowie eine „Plansch-Oase“ und die seit Juli 2022 fertiggestellte „Limo-Fabrik“. Diese beherbergt einen Entdeckerteil, ein Limo-Labyrinth und zwei Fahrgeschäfte: den 16 m hohen Freifallturm „Sprudel-Jubel-Turm“ und das Sause-Brause-Karussell.

## Veranstaltungen
Seit der Eröffnung findet jährlich im Oktober die Halloween-Veranstaltung „Gruselhausen“ statt, die über 1.500 Gäste pro Veranstaltungstag anzieht. Im Herbst 2023 findet erstmals „Kürbishausen“ zum Thema Kürbis statt. Die „Express-Polarreise“ kann von Familien und Gruppen als Weihnachtsfeier gebucht werden.
Des Weiteren gibt es den Kinderfasching mit einem Programm für alle Altersgruppen mit Oskars Polonaise, Kinderdisco und Kostümwettbewerb.

## Attraktionen

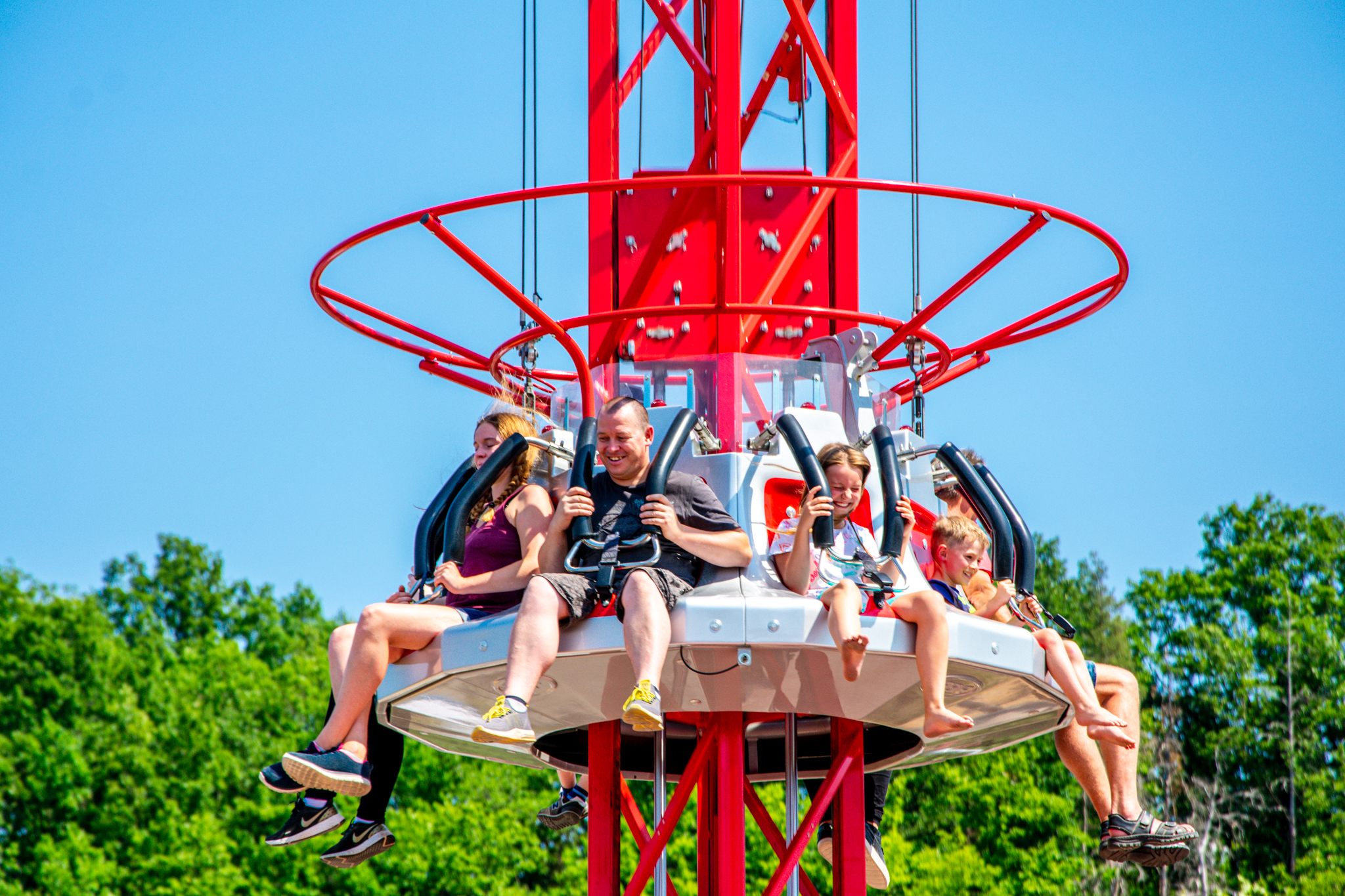
Freifallturm Sprudel-Jubel-Turm in der Limo-Fabrik

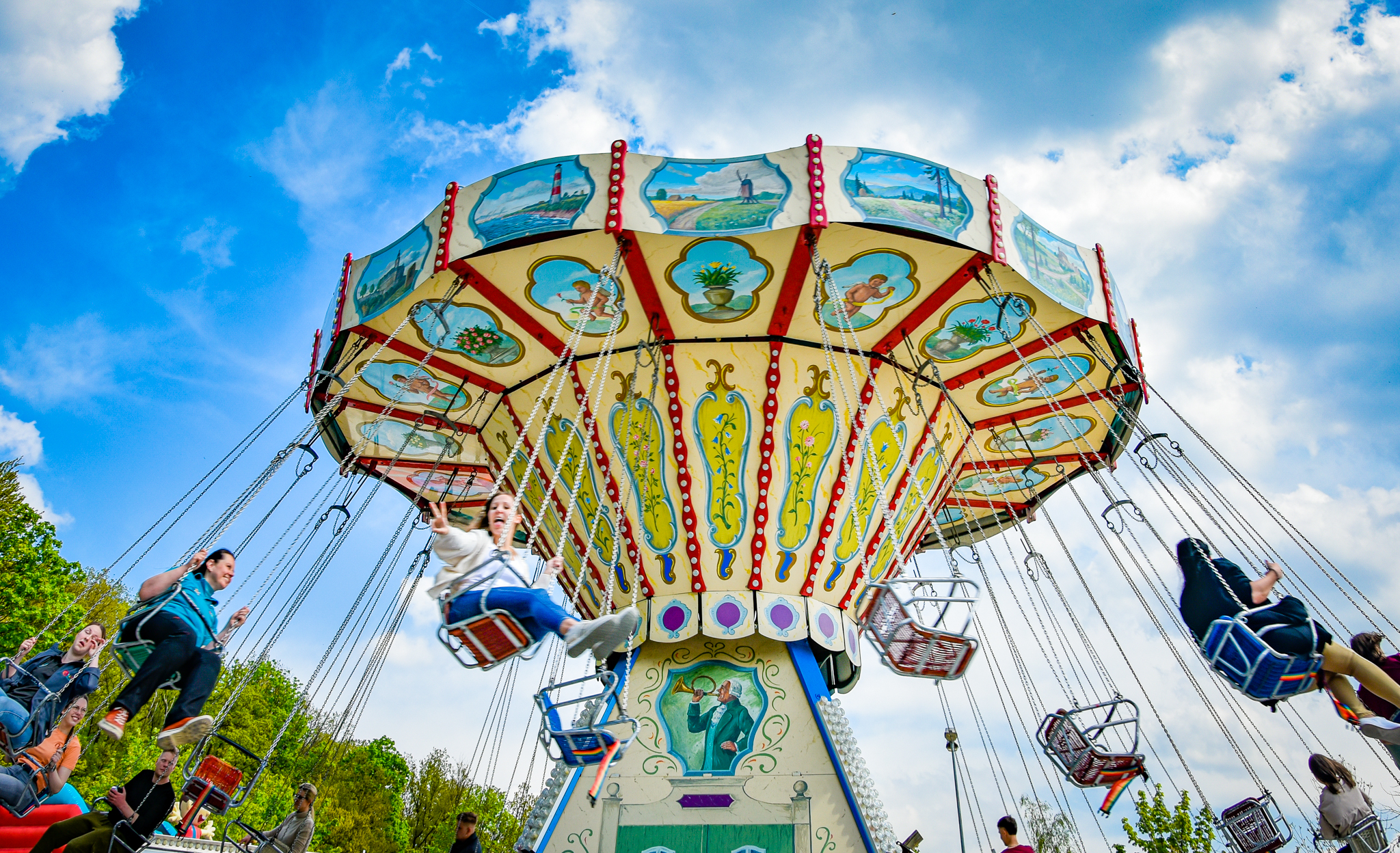
Kettenkarussell in Oskarshausen

### Indoor
- Naschfabrik mit Lollyschleuder und Cookie-Karussell
- Farbfabrik mit Bällepool, Kletterparcours
- Holzwerkstatt mit Drechslerstube
- Illusionswelt
- Indoor-Tobehalle mit Trampolin und XXL-Bonbon-Rutsche
- Kreativwerkstätten mit Textil-, Porzellan- und Keramikmalerei
- Fußball-Billard
- Kinderkino und Krabbelecke
- Spielzeugfabrik mit Regebogentunnel
- Zeitentunnel

### Outdoor
- Kettenkarussell
- Glücksfabrik mit XXL-Wellenrutsche
- Limofabrik mit Brause-Sauser und Freifallturm Sprudel-Jubel-Turm
- Kinder-Bergwerk, Goldschürfen und Goldwäsche
- XXL-Hüpfkissen
- Plansch-Oase mit Tretbootbecken und Wasserrutsche
- Reifen-Rodelbahn
- Rosis Raupenbahn
- Seifenblasen-Werkstatt
- Wolkensprung
- Grusellabyrinth und Limo-Labyrinth
- Ponyreiten
- Rutschenturm
- Strohballenburg

## Belege
1. ↑  Annett Heyse: Alter Real-Markt wird Freizeitpark. In: Sächsische.de. DDV Mediengruppe GmbH & Co. KG, 3. Mai 2018, abgerufen am 3. Mai 2018.
2. ↑  Rob: Neue Illusionswelt eröffnet. In: WochenKurier. Verlage der Weiss-Gruppe, 19. Oktober 2022, abgerufen am 20. Oktober 2022.
3. ↑  Oskarshausen in Freital eröffnet Naschfabrik: Abtauchen in das Süßigkeitenparadies. In: Dresdner Neueste Nachrichten. Verlagsgesellschaft Madsack GmbH & Co. KG, 28. Juli 2021, abgerufen am 29. Juli 2021.
4. ↑  Katrin Koch: Das zischt! Freizeitpark Oskarshausen jetzt neu mit Limofabrik. In: Tag24.de. TAG24 NEWS Deutschland GmbH, 22. Juli 2022, abgerufen am 29. Juli 2022.
5. ↑  Oskarshausen: Halloween - Gruselhausen. In: Oskarshausen.de. Oskarshausen GmbH, 20. September 2022, abgerufen am 5. Mai 2023.
6. ↑  „Kürbishausen“
7. ↑  „Express-Polarreise“
8. ↑  Winterferien: Ausflugs- & Veranstaltungstipps. In: www.radiopsr.de. RADIO PSR - Privater Sächsischer Rundfunk GmbH, Februar 2022, abgerufen am 5. Mai 2023.

Koordinaten: 51° 0′ 17,8″ N, 13° 39′ 51,9″ O